# Брюс Бредлі (ватерполіст)
Брюс Бредлі (англ. Bruce Bradley, 25 січня 1947) — американський ватерполіст.
Бронзовий призер Олімпійських Ігор 1972 року, учасник 1968 року.